# Úmluva o odstranění všech forem diskriminace žen
Úmluva o odstranění všech forem diskriminace žen (Covenant on the Elimination of All Forms of Discrimination against Women) byla přijata Valným shromážděním OSN v roce 1979. Obsahuje preambuli a 30 článků, které definují, co všechno představuje diskriminaci žen. Úmluva navrhuje postupy, jak tuto diskriminaci na úrovni jednotlivých států odstranit. Přijetím Úmluvy se státy zavazují uskutečnit řadu opatření k odstranění diskriminace žen ve všech formách.

## Diskriminace žen
Hned v úvodním článku se tato úmluva zmiňuje o tom, že i přes veškeré lidskoprávní dokumenty, jako je např. Všeobecná deklarace lidských práv i jiné mezinárodní dokumenty, které jsou pod záštitou OSN, se ve světě stále vyskytuje rozsáhlá diskriminace žen. Ženy jsou ve světě častěji než muži diskriminovány především na trhu práce, z kulturních důvodů některých zemí či z politických důvodů. Úmluva bere v potaz, že jakákoli forma diskriminace žen či jakékoli nerovnoprávné postavení žen jsou ve světě nepřípustné, a státy, které se pod touto úmluvou podepíší, by měly provést taková opatření, aby v jejich zemích došlo k vymýcení znevýhodněného postavení, kterému jsou ženy podrobeny.

## Obsah úmluvy
Smluvní strany se zavázaly ve všech oblastech, zvláště v politické, sociální, hospodářské a kulturní oblasti, přijímat veškerá příslušná opatření k zajištění plného rozvoje a povznesení žen, s cílem zaručit jim uplatňování a využívání lidských práv a základních svobod na základě rovnoprávnosti s muži. Podle této úmluvy mají všechny ženy právo na kvalitní a úplné vzdělání, právo dosáhnout vysokoškolského diplomu bez jakékoli formy diskriminace, právo na zdravotní péči anebo možnost, aby mohly být voleny do vládních i jiných státních politických organizací. Státy se podepsáním této úmluvy zavazují rovněž přijmout veškerá opatření k potlačení všech forem obchodu se ženami a vykořisťování prostituce žen.

## Přijetí ČSSR
Úmluvu o odstranění všech forem diskriminace žen podepsala dřívější Československá socialistická republika v Kodani dne 17. července 1980. Ratifikační listina byla po projeveném souhlasu Federálního shromáždění Československé socialistické republiky a ratifikaci prezidentem uložena dne 16. února 1982. Úmluva vstoupila v platnost pro Československou socialistickou republiku ve shodě se svým článkem 27 odst. 2 dnem 18. března 1982. Úmluva byla publikována ve Sbírce zákonů jako vyhláška ministra zahraničních věcí Československé socialistické republiky č. 62/1987 Sb. Po rozpadu Československa se Česká republika stala 19. ledna 1993 členskou zemí OSN a přijala veškeré související povinnosti vztahující se k ochraně lidských práv, včetně Úmluvy. Tím se zavázala zapojit principy rovnosti mužů a žen do české ústavy a související národní legislativy a ve své činnosti tuto rovnost naplňovat.

## Opční protokol
V roce 1999 přijalo Valné shromáždění OSN tzv. Opční protokol složený z 21 článků, jenž vstoupil v platnost 22. prosince 2000. Jeho ratifikací státy uznávají pravomoc Výboru pro odstranění všech forem diskriminace žen v okruhu své působnosti přijímat a posuzovat stížnosti jednotlivců i skupin. Protokol platí pouze pro státy, jež jej přijaly (a přijaly také samotnou Úmluvu) a zahrnuje dvě procedury:
1. Oznamovací procedura umožňuje jednotlivým ženám nebo skupinám žen podat stížnost na porušování práv, která jsou Úmluvou zajištěna. Výbor však podnět projednává pouze při splnění určitých podmínek, například vyčerpání všech možností dosáhnout nápravy na úrovni státu.
2. Vyšetřovací procedura umožňuje Výboru vyvolat vyšetřování závažného nebo systematického porušování práv žen. Protokol obsahuje také tzv. "opt-out", trvalou výjimku, která státům při ratifikaci nebo přistoupení umožňuje prohlásit, že nepřijímají vyšetřovací proceduru.[2]